# Prótesis de pene
Una prótesis de pene es un producto sanitario que se coloca en el pene para permitir a los hombres con disfunción eréctil alcanzar una erección completa. Este dispositivo queda completamente insertado dentro del cuerpo. Además, han tenido un uso clínico durante más de 40 años y han ayudado a más de 300 000 hombres a recuperar una vida sexual activa y satisfactoria.

## Tipos
- Prótesis maleables: este tipo es parcialmente rígido y está formada con un interior trenzado. Son lo suficientemente flexibles para poder ser manipuladas manualmente, aunque sin perder la rigidez con facilidad.
- Prótesis inflables: actualmente en el mercado, existen prótesis de dos componentes (© Ambicor) o de tres (© AMS700), las cuales están compuestas por cilindros, una pequeña bomba implantada en el escroto y un depósito colocado en la parte inferior del abdomen.[2] Dicho depósito permite enviar el líquido desde esa pequeña bomba hacia los cilindros, endureciendo la prótesis y, con ella, el pene.